# Top Spin (série)
A Série Top Spin é uma série de jogos de tênis desenvolvida e publicada pela 2K Sports. É considerada por alguns como o melhor jogo multiplayer de tênis disponível no género de simulação profissional de esportes. Os jogadores podem escolher diversos estilos de jogos incluindo: singles, doubles, exhibition tournaments, career mode e quick play matches. Diversos jogadores profissionais de tenis lincenciaram seus direitos de exibição para ser usado no jogo.

## Concorrência
Como a maior parte de jogos de esporte, existem duas séries de jogos que se destacam. No caso do tênis são as séries Top Spin da 2K Sports e Virtua Tenis da SEGA. A série Top Spin sempre foi considerada mais próxima da simulação, e a série Virtua Tenis sendo considerada como um jogo arcade, por esse motivo a série Top Spin acabava se tornando um jogo menos amigável para os jogadores ao contrário de seu concorrente Virtua Tenis.

## Jogos
Abaixo uma lista com os jogos da série.

### Top Spin
- Desenvolvedor: PAM Development
- Plataformas: PlayStation 2, Windows e Xbox[1]
- Lançamento: 2003

### Top Spin 2
- Desenvolvedores: PAM Development e Indie Built[2]
- Plataformas: Game Boy Advanced, Nintendo DS, Windows[3] e Xbox 360
- Lançamento: 2006

### Top Spin 3
- Desenvolvedor: PAM Development[4]
- Plataformas: Nintendo DS, PlayStation 3,[5] Wii e Xbox 360
- Lançamento: 2008

### Top Spin 4
- Desenvolvedor: 2K Czech[6]
- Plataformas: PlayStation 3, Wii e Xbox 360[7]
- Lançamento: 2011